# Coleophora suaedae
Coleophora suaedae é uma espécie de mariposa da família Coleophoridae.